# Tom Segev

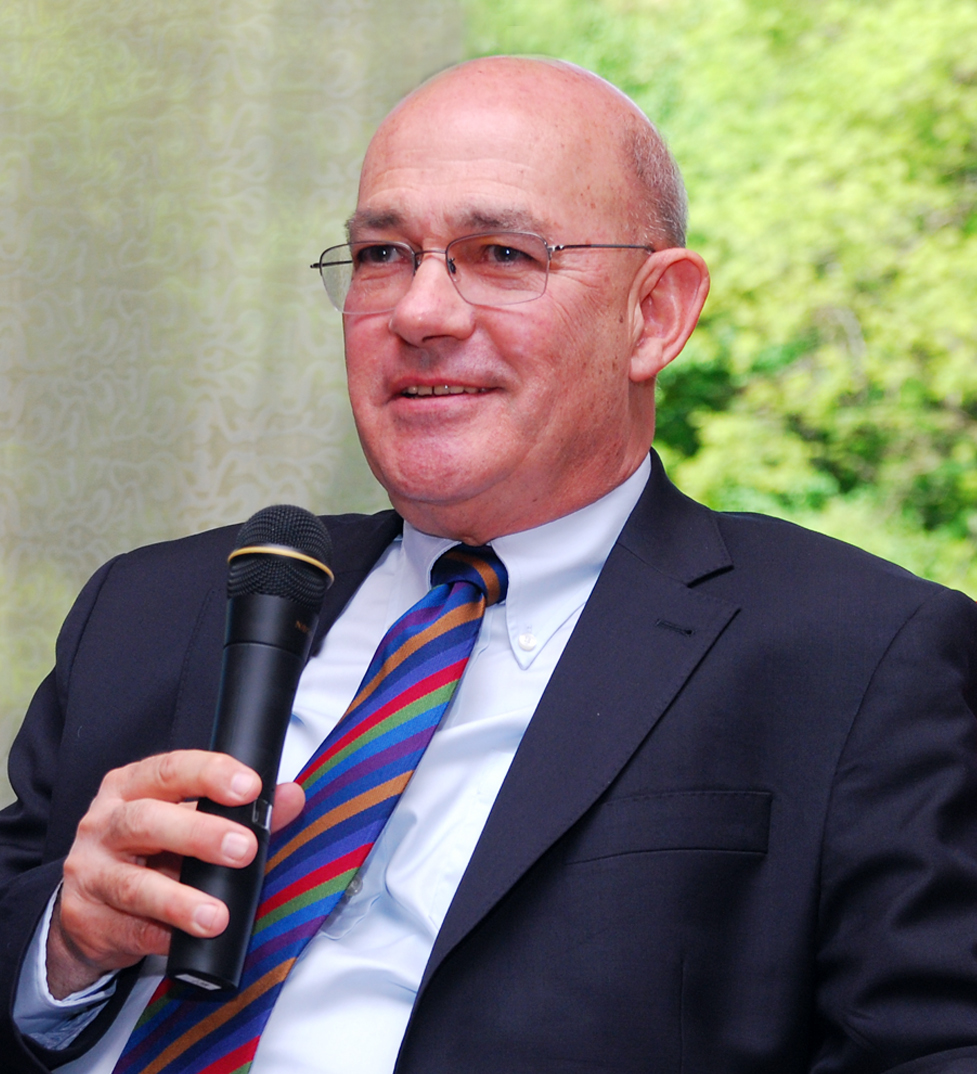
Ton Segev em 2011.

Tom Segev (em hebraico : תום שגב ; Jerusalém, 1º de  março de 1945) é um historiador, escritor e jornalista israelense. É associado  aos Novos Historiadores, um grupo de acadêmicos israelenses que faz a revisão crítica das narrativas tradicionais  constitutivas da chamada "história oficial" da criação do Estado de Israel.

## Carreira
Segev estudou história e ciência política na Universidade Hebraica de Jerusalém e concluiu seu doutorado em história, pela Universidade de Boston, em 1970.
Durante a década de 1970, trabalhou como correspondente para Maariv, em Bonn. Foi professor visitante na Rutgers University (2001-2002), na Universidade da Califórnia em Berkeley (2007)  e  na Northeastern University), onde ministrou um curso sobre a negação do Holocausto. Mantém uma coluna semanal  no jornal Haaretz. Seus livros já foram publicados  em 14 idiomas.

## Linha de Pesquisa
Em The Seventh Million:  Israelis and the Holocaust (1993), Segev explora o impacto decisivo do Holocausto sobre a identidade, a ideologia e a política de Israel. Embora sob críticas, foi elogiado por  Elie Wiesel Elie Wiesel no jornal Los Angeles Times.
No livro Uma Palestina, completa: judeus e árabes sob o Mandato Britânico , Segev descreve a época do Mandato Britânico na Palestina (1917-1948) .
Segev  também escreveu sobre história, contexto social e político da Guerra dos Seis Dias , 1967 (2006), afirma que não houve ameaça existencial para Israel a partir de um ponto de vista militar. Segev também duvida que os vizinhos árabes teriam realmente atacado Israel. Ainda assim, houve grandes segmentos da população israelense que tinha um medo real de que os egípcios e sírios os atacassem. Isso teria aumentado a pressão sobre o governo de Israel de tal forma que ele optou por um ataque preventivo. O ataque do exército jordaniano em Jerusalém Ocidental teria fornecido uma razão acolhedora para invadir Jerusalém Oriental, de acordo com Segev. Mesmo que a ocupação de Jerusalém Oriental não foi politicamente planejada, o autor considera que sempre foi desejada. O livro foi descrito pelo historiador Saul Friedlander como "provavelmente o melhor livro sobre os dias mais fatídicos na história de Israel".

## Crítica
O embaixador Michael Oren , autor de Seis Dias de Guerra e, atualmente, o embaixador de Israel para os EUA, escreveu sobre o  livro Segev a respeito da Guerra dos Seis Dias, um comentário mordaz, dizendo que "... por desconsiderar a dinâmica árabe e torcer o texto para encontrar uma agenda revisionista, ele mina sua tentativa de chegar a uma compreensão mais profunda da guerra. Tal entendimento é vital para que árabes e israelenses devem evitar confrontos semelhantes em o futuro e coexistir pacificamente ". 

## Obras publicadas
- 1949: The First Israelis (1984).
- Soldiers of Evil: The Commandants of the Nazi Concentration Camps (1988, ISBN 0-07-056058-7)
- One Palestine, Complete: Jews and Arabs Under the British Mandate (2000, ISBN 0-316-64859-0)
- The Seventh Million: Israelis and the Holocaust (2000, ISBN 0-8050-6660-8).
- Elvis in Jerusalem: Post-Zionism and the Americanization of Israel (2003, ISBN 0-8050-7288-8).
- Israel in 1967. And the land changed its visage (Hebrew: 2005, ISBN 965-07-1370-0)
- 1967: Israel, the War and the Year That Transformed the Middle East, Metropolitan Books (2006)
- Simon Wiesenthal: The Life and Legends, Jonathan Cape (2010)